# 金萬寿
金 萬寿（キム・マンス、朝鮮語: 김만수、1956年9月14日 - ）は、朝鮮民主主義人民共和国の政治家。電力工業相、朝鮮労働党中央委員会委員などを歴任した。

## 経歴
1956年に咸鏡北道で生まれた。2009年に電力工業副相に就任し、2012年4月に開催された最高人民会議第12期第5回会議で、電力工業相に任命された。2014年3月に最高人民会議第13期代議員に選出され、同年4月に電力工業相再任された。2016年5月9日に開催された朝鮮労働党第7次大会で党中央委員会委員に選出された。2017年9月23日に平壌直轄市・人民文化宮殿で開催された反米集会に参加し、「米帝が共和国に歴代最も暴悪な宣戦布告をした以上、その妄言の代価を百倍、千倍に払わせようとするのがわが人民の確固不動の意志である」と、演説した。2019年4月11日に開催された最高人民会議第14期第1回会議で、電力工業相に再任された。
2021年1月5日から開催された朝鮮労働党第8次大会で行われた党中央委員から脱落。1月17日に開催された最高人民会議第14期第4回会議で電力工業相を解任された。

## 参考サイト
북한정보포털
| 先代許沢 | 電力工業相2012年 - 2021年 | 次代金裕一 |